# François Bonlieu
François Bonlieu, francoski alpski smučar, * 31. marec 1937, Juvincourt-et-Damary, Aisne, Francija, † 18. avgust 1973, Cannes, Alpes-Maritimes, Francija.
Bonlieu je nastopil na zimskih olimpijskih igrah v letih 1956 v Cortini d'Ampezzo, 1960 v Squaw Valleyju in 1964 v Innsbrucku. Največji uspeh je dosegel na igrah leta 1964, ko je postal olimpijski prvak v veleslalomu. Na svetovnih prvenstvih je osvojil srebrno medaljo v slalomu leta 1954 v Åreju in bronasto v veleslalomu leta 1958 v Bad Gasteinu.